# Pivovar Ratiboř
Pivovar Ratiboř, polsky Browar Zamkowy nebo Browar w Raciborzu, je malý pivovar ve čtvrti Ostróg okresního města Ratiboř (Racibórz) v Ratibořské kotlině ve Slezském vojvodství v jižním Polsku. Nachází se vedle Ratibořského hradu, jehož byl součástí.

## Historie
První písemné zmínky o pivovarnictví v Ratiboři pocházejí z let 1217 a 1293. Ratibořský hradní pivovar je poprvé přímo zmíněn v roce 1567 a je tedy historicky doložený jako nejstarší pivovar v Horním Slezsku. V roce 1858 vypukl v pivovaru požár a pivovar byl přesunut ještě blíže k Ratibořskému hradu. Současná budova závodu má tedy základ ve stavbách z 19. století. Před druhou světovou válkou existovalo v Ratiboři několik pivovarů. Po druhé světové válce zůstal jen 1 pivovar Ratiboř, který byl znárodněn a v současnosti je v soukromém vlastnictví. V roce 1997 byl pivovar silně poškozen povodněmi na řece Odře.

## Další informace
Pivovar vyrábí několik druhů piva a lze jej v rámci domluvy a za poplatek také navštívit.

## Galerie

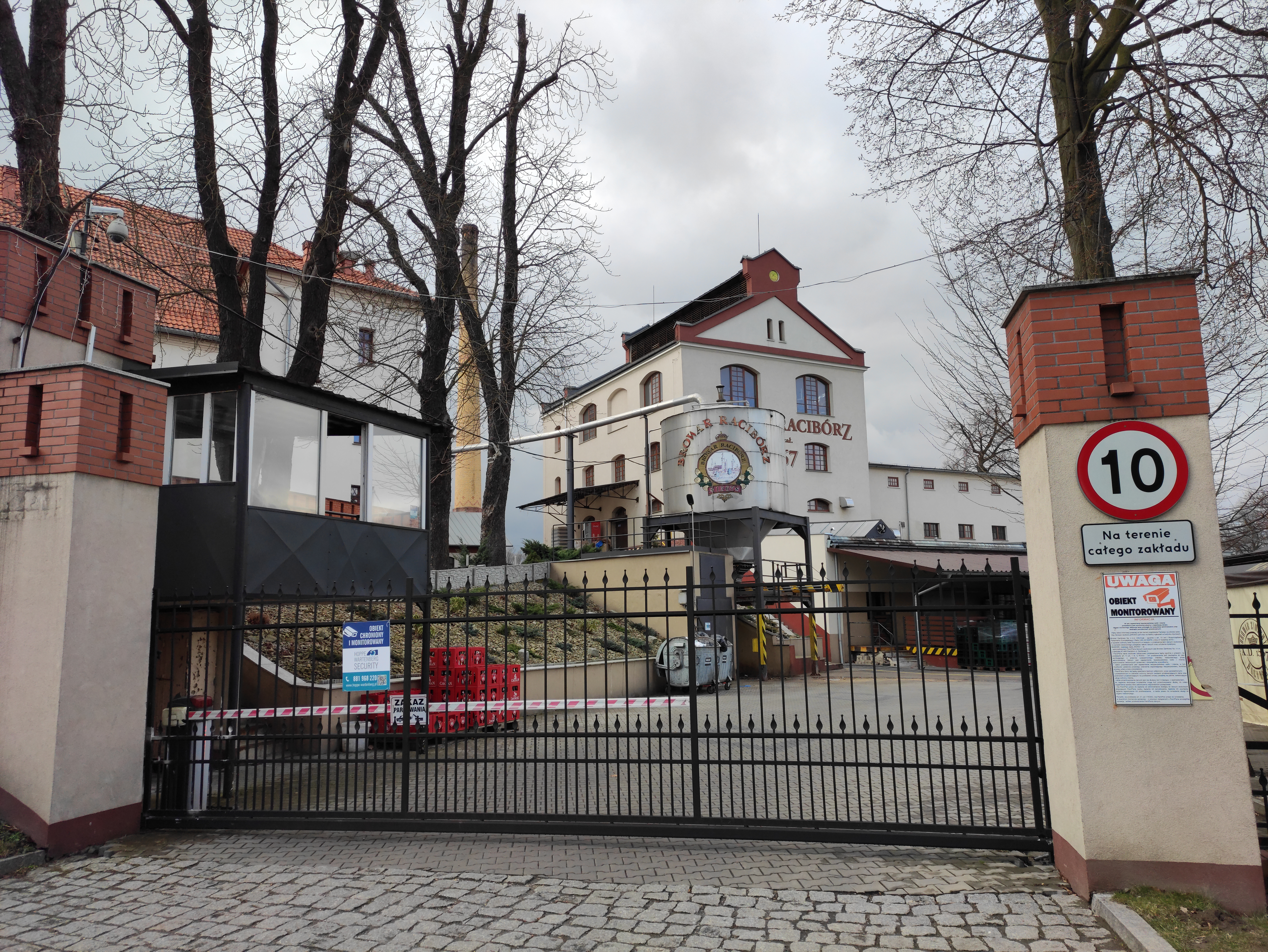
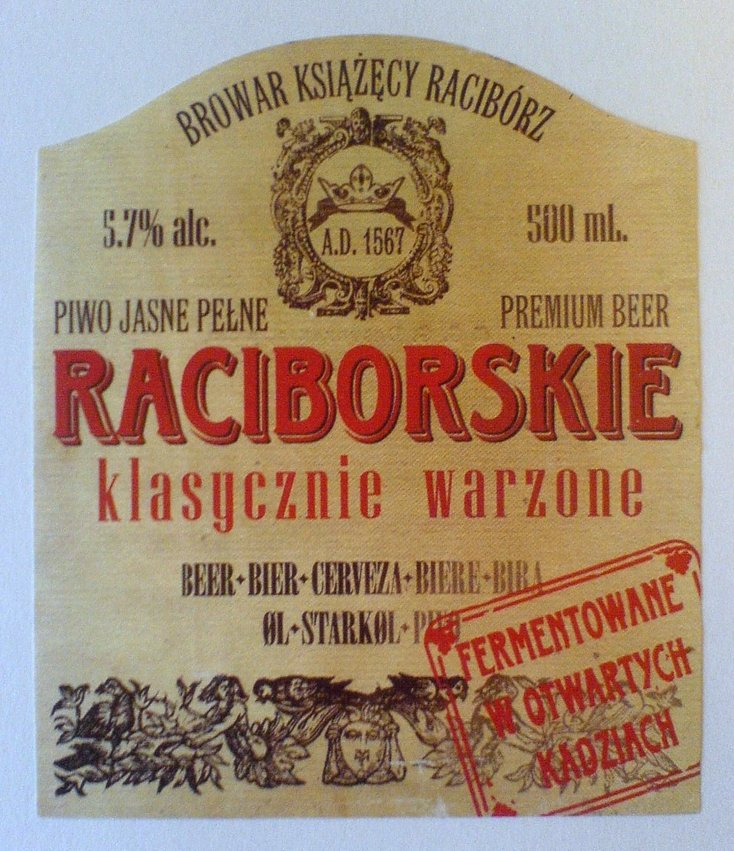